# Toni Stern
Toni Stern, nome completo Toni Katyhrin Stern (Los Angeles, 4 novembre 1944 – Santa Ynez, 17 gennaio 2024), è stata una paroliera e poetessa statunitense.

## Biografia
Nata e cresciuta a Los Angeles, Toni Stern fu una paroliera che collaborò principalmente con la cantautrice Carole King.
Scrisse i testi di numerosi brani della cantante dalla fine degli '60 ai primi '70: quelli più famosi furono It's Too Late, incluso nell'album Tapestry, e It's Going to Take Some Time, scritto sempre con la King e pubblicato nel 1971 nell'album Music, oltre a essere ripreso nel 1972 dai Carpenters.
Un altro brano di grande successo fu Where You Lead, sigla della serie televisiva Gilmore Girls.
Visse a Santa Ynez, in California, dove morì il 17 gennaio 2024 all'età di 79 anni.

## Raccolte di poesie
- 2015, Wet, (edizione con illustrazioni) Circle Star Press, Santa Barbara, ISBN 978-0692328774
- 2020, Loops,   Circle Star Press, Santa Barbara, ISBN 0578786508
- 2021, As Close as I Can,  New Publisher, ISBN 0692939946 ISBN 9780692939949